# Ashley (Illinois)
Ashley è un comune degli Stati Uniti d'America, situato in Illinois, nella Contea di Washington.